# Camillo Ricci
Pour les articles homonymes, voir Ricci.

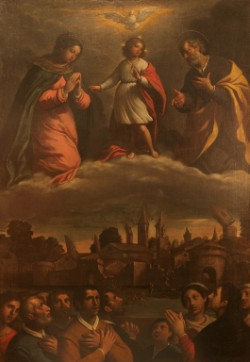
Il terremoto di Argenta

Camillo Ricci, né à Ferrare en 1590 et mort dans la même ville en 1626, est un peintre italien.

## Biographie
Camillo Ricci est né à Ferrare en 1590. Il s'est surtout occupé de la réalisation de retables pour les églises de Ferrare, dont un San Vincenzo et une Santa Margherita pour la cathédrale, une Annonciation pour l'église Santo Spirito et le plafond de l'église de San Niccolò, qui représente en quatre-vingt-quatre compartiments la Vie et les Miracles de San Niccolò. Ricci est mort à Ferrare en 1626.
Camillo Ricci est considéré comme l'élève le plus doué d'Ippolito Scarsella.